# Lake Isabella
Der Lake Isabella ist ein Stausee, der sich im Kern County des US-Bundesstaates Kalifornien befindet. In ihm vereinigen sich der von Norden kommende Hauptarm des Kern River, auch North Fork Kern River genannt, und der von Osten kommende South Fork Kern River. Der Kern River entwässert den See in westliche Richtung hinter einem 1953 errichteten Staudamm, dem Isabella Dam. Die Fläche des Sees beträgt rund 45 Quadratkilometer. Hauptsächlich genutzt wird das Gewässer für die Wasserversorgung der nahegelegenen Stadt Bakersfield und weiterer umliegender Siedlungen, wobei der Lake Isabella auch Ziel eines mäßigen Touristenaufkommens ist. Hotels und Campingplätze sind in der Gegend vorhanden.
Das Klima der Region ist häufig von Extremen der jeweiligen Jahreszeiten geprägt. Grund dafür ist die Lage im Gebirge weit abseits der kalifornischen Küste, wodurch die ausgleichende Wirkung des Meeres fehlt. Im Sommer können leicht Temperaturen von über 40 Grad Celsius erreicht werden, während im Winter auch Schneefall vorkommt und die Temperatur unter den Gefrierpunkt sinkt.
Das gegenwärtige Volumen des Sees umfasst nur rund 60 Prozent seiner Gesamtkapazität, da Studien zu dem Ergebnis kamen, dass bei einem zu hohen Wasserstand eine gewisse Instabilität des Damms auftritt. Außerdem befindet sich der See auf einer Verwerfung, womit auch Erdbebengefahr besteht. Diese Verwerfung wurde jedoch vor der Errichtung des Damms als inaktiv betrachtet.
Im März 2013 wurde der Öffentlichkeit ein Projekt zur Stabilisierung des Damms vorgestellt, um so auch eine höhere Sicherheit für die umliegende Region zu schaffen. Der inzwischen auch behördlich genehmigte Plan sieht unter anderem eine Erhöhung des Staudamms vor sowie zusätzliche Flächen zur Flutung bei Hochwasser. Die Fertigstellung ist für den Herbst 2018 terminiert, wobei von Baukosten in Höhe von etwa 400 bis 600 Mio. US-Dollar auszugehen ist. Der Baubeginn soll offiziellen Planungen zur Folge im Herbst 2014[veraltet] erfolgen.

## Galerie

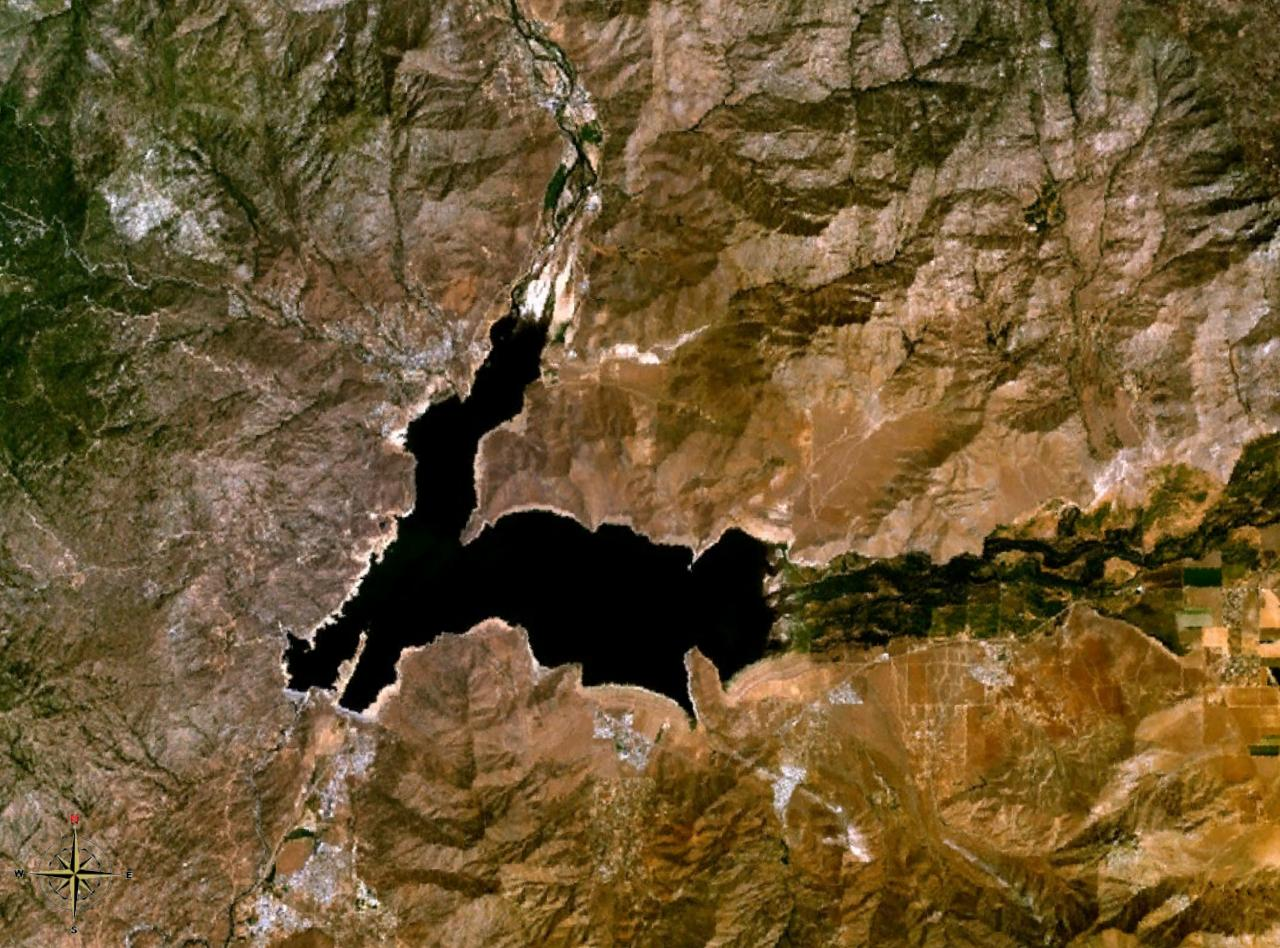
Satellitenbild
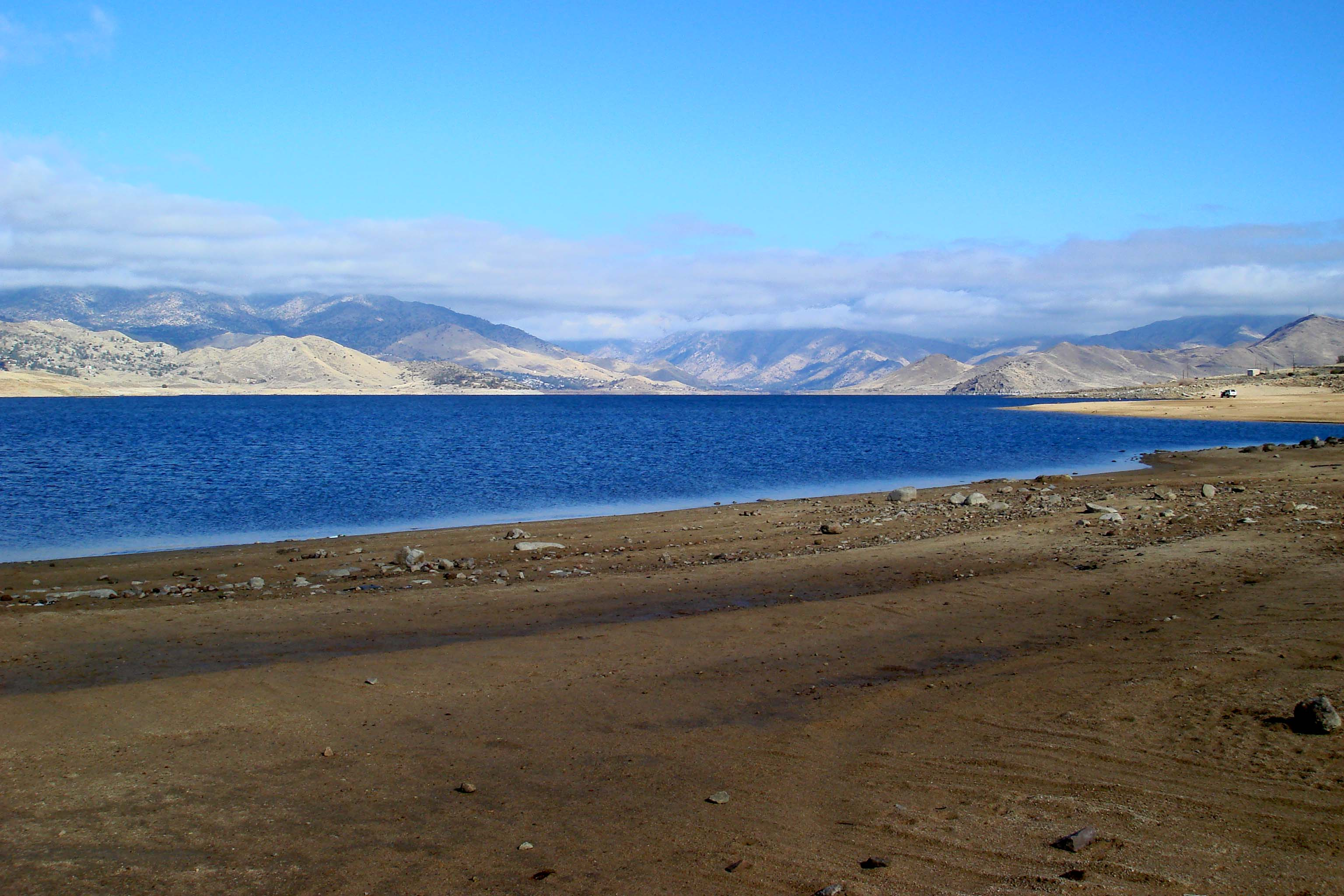
Der Uferbereich
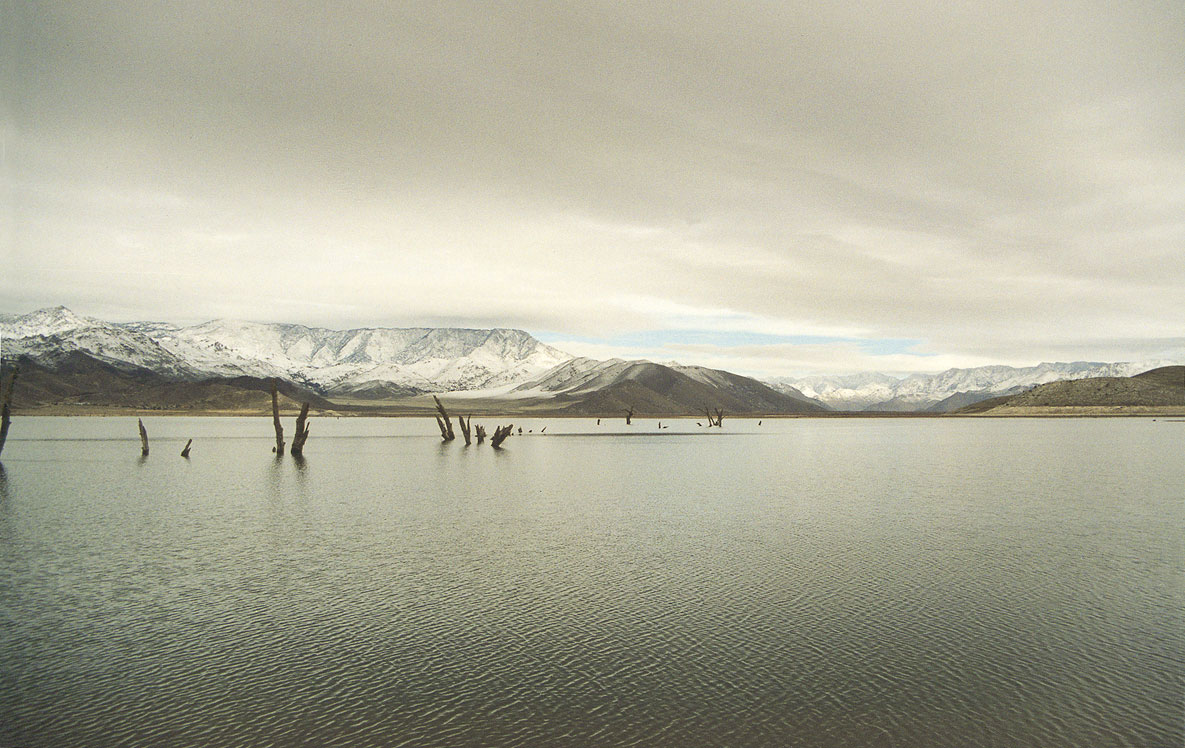
Der See im Januar
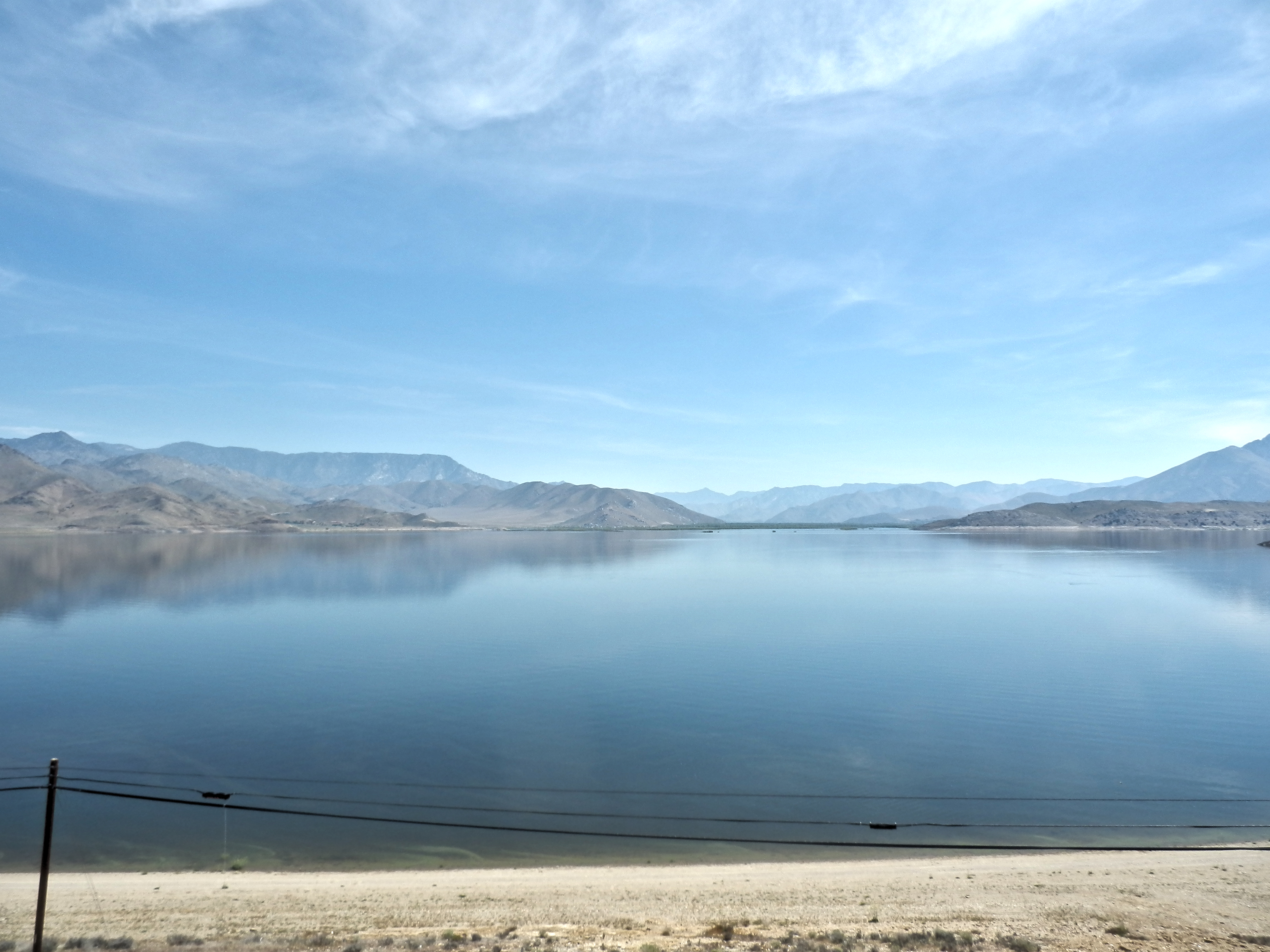
Der See im April
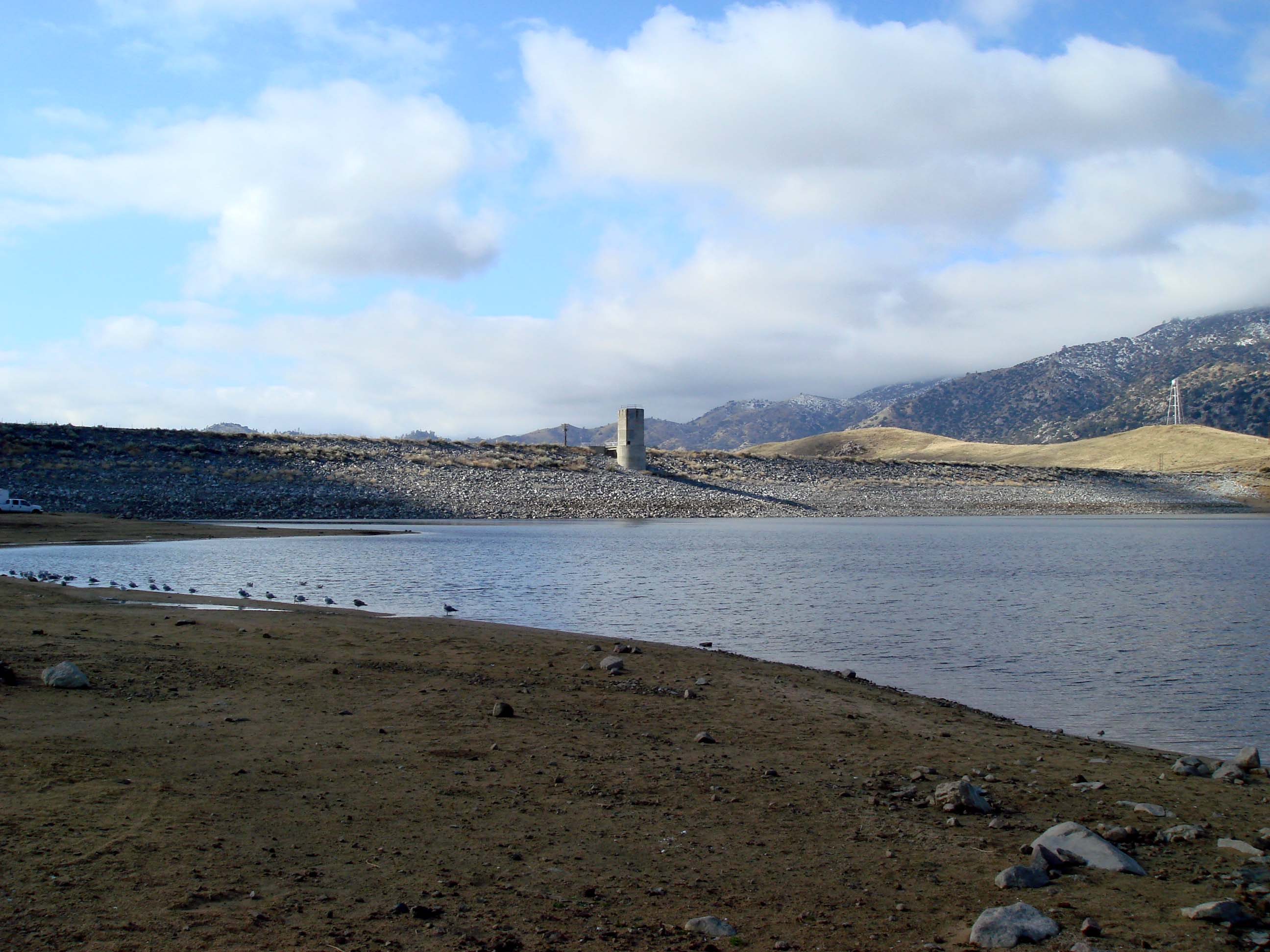
Der Isabella Damm